# DanLink
Danlink var en godsforbindelse for jernbane og færger imellem Sverige og Tyskland via Danmark, som blev åbnet i 1986 med det formål at styrke transportmulighederne af gods mellem Skandinavien og kontinentet. Ruten blev markedsført af DSB, SJ og DB som en hurtigere godsforbindelse imellem landene.
Oprettelsen af forbindelsen medførte omlægning af trafikken til en ny færgeforbindelse for godstog mellem Københavns Frihavn og Västhamnen i Helsingborg, som blev åbnet den 3. november 1986. Ruten fik trafik fra Helsingør-Helsingborg, hvor godstog blev fjernet, og ruten Københavns Frihavn-Malmø, der blev nedlagt. Ruten blev trafikeret af to store færger, M/F Trekroner og den nye svenske færge M/F Öresund.
Godstrafikken blev omlagt over Storebæltsforbindelsen, da den åbnede. Færgeruten København-Helsingborg blev nedlagt den 30. juni 2000, da Øresundsforbindelsen åbnede.
Åbningen af ruten medførte også udvidelser af Rødby-Puttgarden-ruten, hvor der bl.a. blev anskaffet den nye tyske færge M/F Karl Carstens.